# Best of 1999-2011
Best of 1999-2011 è la prima raccolta del cantante italiano Davide Van De Sfroos, pubblicato il 15 novembre 2011 dalla PDT, con distribuzione Universal.
Il disco è composto dalle canzoni più famose dell'artista a partire dal 1999 fino al 2011 (ad eccezione di quelle contenute nell'EP Per una poma e dell'album dal vivo Laiv), con l'aggiunta di due brani inediti e di un DVD contenente un documentario curato da Alessandro Acito che racconta l'estate trascorsa in tour attraverso video dal vivo, backstage e riprese on the road. All'interno del booklet anche due racconti inediti scritti da Davide: Il cedro del Libano e Retha Mazur il vento.

## Tracce
CD1
1. Cau Boi
2. Pulenta e galena fregia
3. Il duello
4. La balada del Genesio
5. La balera
6. Ninnananna del contrabbandiere (live 2009 alla RTSI)
7. Il figlio di Guglielmo Tell
8. Sügamara
9. Grand Hotel
10. E sem partii
11. Ventanas
12. El mustru
13. San Macacu e San Nissön
14. L'om de la tempesta
15. Foglie (bonus track)

CD2
1. Akuaduulza
2. Il libro del mago
3. Nona Lucia
4. Il minatore di Frontale
5. La ballata del Cimino
6. Il costruttore di motoscafi
7. New Orleans
8. 40 pass
9. Yanez
10. La machina del ziu Toni
11. Il camionista Ghost Rider
12. El Carnevaal de Schignan
13. La figlia del tenente
14. Dove non basta il mare
15. Lettera da Marte (bonus track)

DVD
1. Fronteretro
2. Onde su onde
3. Glottologia
4. Dettagli
5. I musicanti